# Роздольє (Сєверний район)
Роздо́льє (рос. Раздолье) — присілок у складі Сєверного району Оренбурзької області, Росія.

## Населення
Населення — 19 осіб (2010; 61 у 2002).
Національний склад (станом на 2002 рік):
- росіяни — 42 %
- мордва — 28 %